# Palestine Children's Relief Fund
Palestine Children's Relief Fund (PCRF; em português:  Fundo de Ajuda às Crianças da Palestina) é uma organização não governamental criada em 1991 por, de acordo com seu site, "pessoas nos Estados Unidos preocupadas em lidar com a crise médica e humanitária enfrentada pelos jovens palestinos no Oriente Médio". O principal objetivo do PCRF é fornecer nos Estados Unidos e na Europa atendimento médico gratuito para crianças que não podem ser tratadas adequadamente no Oriente Médio. Desde 1991, dezenas de milhares de jovens receberam tratamento médico através do PCRF.
O PCRF foi fundado por Steve Sosebee, que atualmente atua como presidente da organização.

## Atividades humanitárias
O Palestine Children's Relief Fund envia equipamentos médicos, suprimentos e profissionais de saúde estadunidenses para a região, a fim de tratar casos difíceis e treinar cirurgiões palestinos. Várias crianças feridas ou doentes estão sendo tratadas gratuitamente nos EUA. O PCRF conta com voluntários em todo os Estados Unidos que atuam como doadores e como famílias de acolhimento. A organização também ajuda crianças de outras nações do Oriente Médio com base na necessidade médica. O PCRF construiu dois departamentos de câncer pediátrico na Cisjordânia e na Faixa de Gaza. Além dos cuidados médicos físicos, o PCRF opera um programa de saúde mental em Gaza.[carece de fontes?]

## História

### 1991: Estabelecimento
O Palestine Children's Relief Fund foi criado em 1991. Foi fundado por Steve Sosebee, um ex-jornalista que, durante uma missão em Hebrom, trouxe crianças palestinas necessitadas para Akron, Ohio, para receberem atendimento médico gratuito. Mais tarde, Sosebee conheceu Huda al Masry, uma assistente social palestina da YMCA em Jerusalém. Sosebee e al Masry se casaram em 1993 e tiveram duas filhas.

### 2004–07: Tentativa de doação pela Fundação Terra Santa eOpen Heart
Em 2004, a Fundação Terra Santa — um grupo que foi encerrado pelo governo dos Estados Unidos por ser suspeito de direcionar doações para organizações terroristas — tentou fazer uma doação de 50 mil dólares ao PCRF. Steve Sosebee, presidente do PCRF, afirmou na época que, se o PCRF recebesse a doação, o dinheiro seria utilizado para financiar seus serviços de ajuda humanitária. Nesse mesmo ano, o filme televisivo Homeland Security, da NBC, apresentou uma cena em que um investigador se refere ao PCRF como uma organização terrorista e "uma fachada da Jihad Islâmica". Como resultado, Sosebee recebeu inúmeras ligações e e-mails perguntando sobre como o PCRF usa seus fundos.
Em 2006, o PCRF, em cooperação com o British Arts Council, produziu o documentário de 22 minutos Open Heart. Dirigido por Claire Fowler, o filme conta a história de Jamal, um menino de nove meses com uma doença cardíaca congênita, e os esforços de sua família, de um cirurgião britânico e do PCRF para fornecer tratamento a ele.

### 2009–presente: Trabalho contínuo
Em 2009, al Masry faleceu devido a um câncer, e Sosebee mudou-se para a Palestina com suas filhas. Lá, o PCRF construiu o primeiro departamento público de oncologia pediátrica em Belém e o nomeou em homenagem a al Masry. Em 2016, Sosebee casou-se com a oncologista pediátrica Dra. Zeena Salman. Em fevereiro de 2019, o PCRF construiu um segundo departamento de oncologia, desta vez na Faixa de Gaza.[carece de fontes?]
Durante o conflito israelo-palestino de 2021, streamers e outros criadores de conteúdo online em plataformas como Twitch e YouTube realizaram arrecadações de fundos em apoio ao PCRF, mais notavelmente Vaush, que arrecadou 292 mil dólares. Em 17 de maio de 2021, ataques aéreos israelenses danificaram os escritórios do PCRF na Cidade de Gaza.

## Recepção
Em setembro de 2009, o PCRF recebeu uma classificação de quatro estrelas do Charity Navigator, um avaliador independente da gestão financeira de organizações de caridade. Também recebeu o apoio do senador dos Estados Unidos, Paul Sarbanes, do ex-congressista estadunidense Albert Wynn e do ator e humanitário Richard Gere.
Em outubro de 2006, o ex-presidente dos Estados Unidos, Jimmy Carter, divulgou um vídeo de apoio à organização.